# 太极推手
太极推手是推手的一种，是訓練學習太極拳者，進入「懂勁」階段的一種訓練法。
採用「定步推手」和「活步推手」兩種主要的練習方式，藉由兩人對推的練習形式，來體會如何控制自身平衡，並同破壞對手的平衡。推時務求身體放鬆，使自己「生根」，並利用鬆沈之力將對手「拔根」，身體切不可僵硬，動作才會靈活，勁才會順而不滯。以勁推，不以力推，勁起於地，發於腿，主宰於腰，形於手指，節節貫串。時時留心在腰隙，善用丹田，勿使力陷於肩背，而不自知。